# 카부다레

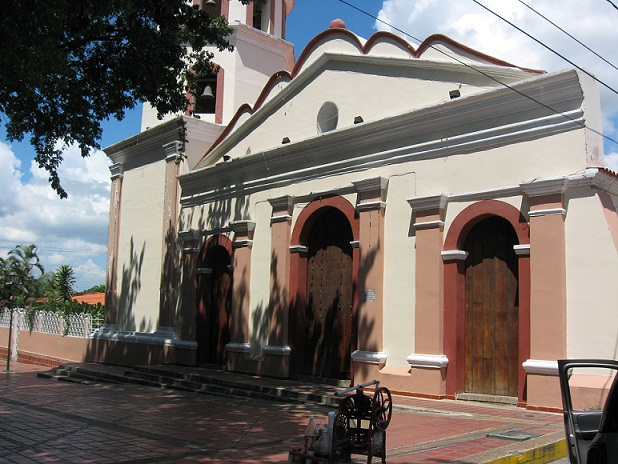
카부다레의 교회

카부다레(Cabudare)는 베네수엘라 라라 주에 위치한 도시로 높이는 400m, 인구는 59,671명(2001년 기준)이다.